# Bernward Koch

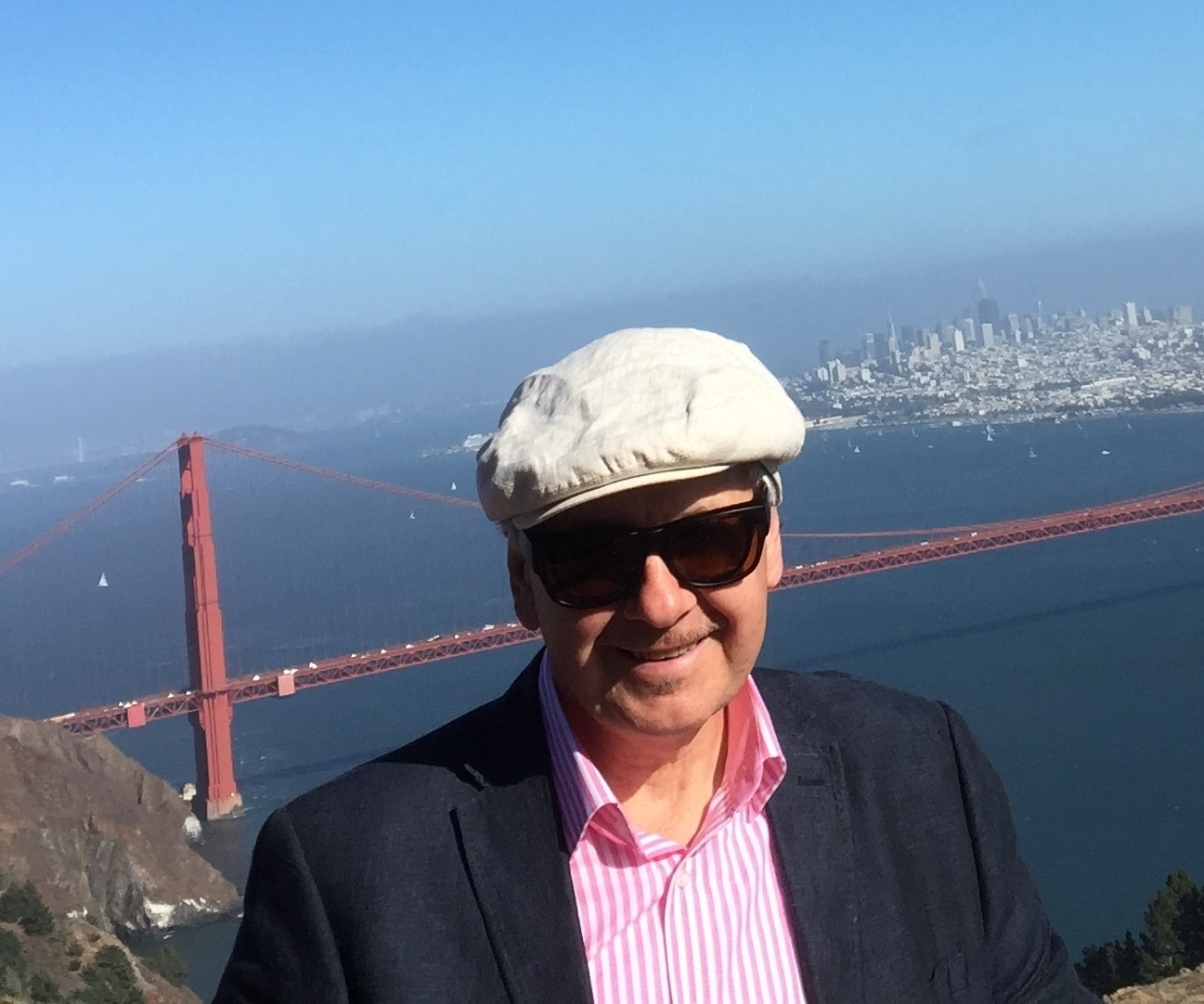
Bernward Koch (2017)

Bernward Koch (* 23. Januar 1957 in Siegen) ist ein deutscher Musiker und Komponist. Seine Hauptinstrumente sind Piano und Keyboards, zusätzlich spielt er Konzertgitarre, diverse Percussionsinstrumente, Bass und Schlagzeug.

## Werdegang
Bernward Koch begann im Alter von 12 Jahren, Trompete zu spielen. Mit 15 bekam er klassischen Klavierunterricht, lernte gleichzeitig autodidaktisch Schlagzeug, E-Bass und Gitarre und spielte in ersten Bands. Mit Anfang 20 begann er an der Musikhochschule Köln zu studieren und belegte gleichzeitig regelmäßig mehrere Jazz/Rock/Pop Seminare („Jazz-Kurse“) an der Akademie Remscheid, an der Universität Bremen, auf Schloss Weikersheim sowie dem Bildungszentrum Altenmelle (u. a. Unterricht bei Sigi Busch und Pavel Blatný). Während er in verschiedenen Jazz-Rock-Bands live unterwegs war (z. B. 1990 Tournee mit den "Brothers" bis nach Moskau), entstanden zu Hause im Heimstudio Instrumentalkompositionen.
Anfang 1989 unterschrieb er seinen ersten Plattenvertrag bei dem in Hamburg ansässigen Speziallabel Erdenklang für ein Soloprojekt. Wenige Jahre später entstanden Kontakte direkt in den USA. Bisher wurden vierzehn Alben veröffentlicht. Seine Alben waren mehrmals in den amerikanischen Billboards-New Age Charts und zusätzlich auf zahlreichen CD-Samplern vertreten, u. a. auch auf Benefiz-Kompilationen (The Wave/LA und KKSF/SF) zusammen mit Sting, Bonnie Raitt, Al Jarreau oder Ottmar Liebert (US-Hit: „Ever Returning“ vom Album FLOWING). Der Song "Touched by Love" vom Album WALKING THROUGH CLOUDS erschien auf einer Compilation in Belgien/Luxemburg (Universal Music) u. a. mit Ennio Morricone, Tony Bennett und Lang Lang.
2012 bekam Bernward Koch den Kulturpreis seiner Heimatgemeinde in Wenden. Am 26. Januar 2018 war er live beim ARD-Morgenmagazin MOMA zu Gast. (Ausstrahlung auch im ZDF): "Wie wird man als Dorfbewohner im Sauerland Grammy-Jury Mitglied in den USA?"
Im Mai 2020 erschien bei seiner langjährigen US-amerikanischen Plattenfirma Real Music aus Sausalito bei San Francisco.

## Projekte
Neben seinen Soloproduktionen und Liveauftritten unter seinem Namen gibt es diverse weitere Projekte, z. B. spielte er im Sommer 2006 zwei Headliner-Festivalgigs ("Streetlive" in Leverkusen und "Little Woodstock" in Völklingen) als Keyboarder und Percussionist mit der Deutschen Rocklegende Kraan (mit Peter Wolbrandt, Hellmut Hattler und Jan Fride Wolbrandt), wobei er kurzfristig für den erkrankten Ingo Bischof einsprang. Ein weiteres Bandprojekt ist die Gruppe "Anders", wofür er auch als Songschreiber tätig ist.

## Diskographie

### Solo-Alben
- FLOWING (1989/1997 Erdenklang/DA-Music - Real Music, USA)
- LAGUNA DE LA VERA (1992 Erdenklang/DA-Music - HOM/Virgin, USA)
- STILL MAGIC (1995 BSC Music/Rough Trade)
- PICANTE (1997 BSC Music/Rough Trade) mit der Gruppe Pablo (= Brothers)
- JOURNEY TO THE HEART (1999 Real Music, USA)
- WALKING THROUGH CLOUDS (2005 Real Music, USA)
- MONTAGNOLA (2008 Erdenklang/DA-Music)
- GENTLE SPIRIT (2009 Real Music, USA)
- SILENT STAR (2011 Real Music, USA)
- DAY OF LIFE (2013 Real Music, USA)
- REMEMBERING (2015 Real Music, USA)
- TOUCHED BY LOVE (2016 Real Music, USA) eine "Best of" inklusive zwei neuer Songs
- FILLED WITH LIGHT (2017 Real Music, USA)
- BECOMING (2020 myndstream, USA)
- TREE TALES (2022 Tree Tales Records/A-Train, USA)
- CALMING COLORS (2024 Tree Tales Records/A-Train, USA)

### Singles
- FLOWING COLORS (7. Mai 2021 MajorPromoMusic)
- LONELY DREAM (18. Juni 2021 MajorPromoMusic)
- LONELY DREAM - SOLO PIANO (2. Juli 2021 MajorPromoMusic)
- THE WINDING PATH (30. Juli 2021 MajorPromoMusic)
- SILENT LEAVES (31. August 2021 MajorPromoMusic)
- AN OLD FAIRY TALE (19. November 2021 myndstream, USA)

### Compilations CD (Auszug)
- WAVE AID 4 (1990 The Wave 94.7 KTWV, USA)
- SAMPLER FOR AIDS RELIEF (1990 KKSF 103.7 FM, USA)
- PIANO DREAMERS (1997 Real Music, USA)
- WAVE MUSIC VOL. 4 (2001 California Sunset Records)
- LATIN RELAXATION (2006 inbalance/DA-Music)
- INSPARATION (2006 Real Music, USA)
- I-RELAX (Serie) (2007 Real Music, USA)
- FENG SHUI (2008 Bell records/BSC-Music)
- FINDING BALANCE (sacred spa serial, 2009 Real Music, USA)
- SOUNDS OF THE CIRCLE IV (2012 OnlyNewAgeMusic, USA)
- NAMASTÉ ~ HEALING (2014 Real Music, USA)
- ANGELS OF HOPE (2015 Real Music, USA)
- SOUNDS OF THE CIRCLE VIII (2016 OnlyNewAgeMusic, USA)
- FOREST BATHING (2016 Real Music, USA)

### DVD
- WINDIGE ZEITEN (Compilation - 2007 Erdenklang/DA-Music)
- BLACK & WHITE - Piano Moods (Compilation - 2009 Erdenklang/DA-Music)

### Musik in Filmen (auch als DVD erhältlich)
- SHANIKO (2008 inspireworks/USA, including „Childhood Hour“)